# 나나타키촌 (아키타현)
나나타키촌(七滝村)은 아키타현 가즈노군에 있던 촌이다. 현재의 가즈노시 도와다 가미무카·도와다 야마네, 고사카초 가미무카·아라야·대지 및 비지로서 도와다코 서안이 촌역이었다. 도와다호는 경계가 확정되지 않았다.

## 역사
- 1889년 4월 1일 - 정촌제 시행에 의해 4촌의 구역으로 성립하였다.
- 1955년 4월 1일 - 고사카정과 합병해, 새로운 고사카정이 성립해, 동일 나나타촌이 폐지되었다.

## 교통
- 현도 오와니게마나이선 (1970년, 국도 282호로 지정)
- 2급 국도 103호 (도비지의 도와다 호반)